# 七宝瑠璃
七宝瑠璃（しっぽうるり）とは、「七宝」（工芸品の七宝器、七宝細工）を意味する古語。

## 歴史
七宝器に見られる『金属をガラス質で着色する装飾技法』は紀元前の中近東で生まれ、シルクロードを経て日本にも伝来したというのが通説である。
国内では、中世より仏教荘厳における宝石類、ガラス、螺鈿などの珠宝の総称として「七宝」という語が使われており、
室町期の勘合貿易にて明より輸入した七宝器を「七宝瑠璃」と記した。

## 「七宝」の用例
七宝器を指して「七宝」という言葉が使われた初例としては、永享九年（1437年）十月二十一日から二十六日までに後花園天皇が六代将軍足利義教の室町殿へ行幸したさいの座敷飾りの記録である『室町殿行幸御餝記』（能阿弥筆）がある。
この室町殿行幸御鱗記の、享禄三年（1530年）の書写本によれば、室町殿の建物のうち新造御会所と、御泉殿より東向御縁までの二棟が用いられ、
二十六部屋の床・棚・書院・違棚に、全て唐絵・唐物を飾ったと記されている。
このうち、橋立之御間の例を見ると、以下に示すように、多くの唐物に交じって花瓶・鶴頸・楽器・方盆・盆・水入・香爐・香合・茶碗・香匙など、実に多くの七宝器が飾り付けられたとある。
| 『牧彩筆布袋・船主・漁夫の三幅、三具足、象牙卓、菱蘭の香合、床には李辿筆犬図二幅対、象牙棚に七宝花瓶・七宝鶴頸・七宝薬器を劇紅等の盆にのせ、書院には硯・筆乗・象牙筆・墨挟・刀子・珊瑚鋏・牛の水入・翰盤・劇紅硯屏・夏圭軸物・七宝方盆・印籠・七宝盆・七宝花瓶一対・盆を飾り、喚鐘・柱飾の鏡を懸け、胡銅・堆紅の卓を置く。達棚には台に油滴をのせて堆紅の盆に置き、壷や七宝の隻花瓶を盆に据え、劇紅の食籠を飾った。』 |

## 「瑠璃」の用例
瑠璃は、漢籍上、主にガラスを意味する可能性のある古語であるが、ガラス以外を意味した可能性もある。
たとえば、応永十五年（1408年）三月、足利義満の北山第に後小松天皇が行幸した際の記録である『北山殿行幸記』には、「香爐一金寶瑠璃」とある。火鉢の類（香炉）ということも鑑みると、この「瑠璃」はガラス器では無く七宝器を指している可能性があると推測されている。
他にも、応永年中の頃の闘茶の様子などを記した『禅林小歌』に「金瑠璃ノ茶碗」とあり、こちらも七宝器を指していた可能性があると推測されている。
これらの例は、勘合貿易で輸入された七宝器の呼び名として、当時は「七宝」という言葉がまだ一般的に広まっていなかったことを示しているものと考えられている。

## 「七宝瑠璃」の用例

### 看聞御記
勘合貿易で輸入された品が七宝瑠璃と呼ばれるようになった例としては、
伏見宮貞成親王の日記である『看聞御記』の永享十年（1438年）四月二十五日の条に、「香爐七ほうるり」とある例が古い。

### 蔭涼軒日録
京都相国寺鹿苑院内の蔭涼軒主の日記である『蔭涼軒日録』には、以下のように、七宝器を意味する「七宝」や「七宝瑠璃」の語が多く記録されている。
- 寛正三年（1462年）三月十四日（松泉軒御成の条） - 「還御之時、被下七宝瑠璃壺花瓶一対、并胡銅釣燈籠」
- 文明十六年（1484年）十月十七日 - 「七宝瑠璃盃一ケ。同七宝台」
- 文明十八年（1486年）十一月二十五日 - 「三具足七宝」
- 文明十九年（1487年）五月二十四日 - 「七宝香爐二。同華瓶一。同水瓶一。同香匙台一。」
- 明応二年（1492年）五月十四日 - 「七宝盆并台。」

### 君台観左右帳記
『君台観左右帳記（くんだいかんそうちょうき）』は類本・異本が多く、文明八年(1476年)三月十二日付の能阿弥奥書本と永正八年(1511年)十月十六日付の相阿弥奥書本の二系統が見られる。永正八年の相阿弥筆によれば、「象嵌の物、重宝にて候。七宝・瑠璃同前に候。当時、事外沙汰なく、象嵌にもおとらす候。常くわんの物にて候。」とある。

### 御飾書
東山殿御会所（銀閣寺の前身）の座敷飾りについて記した『御飾書』には、「御火鉢七宝瑠（璃）をかるゝ。台にすはる。同火箸も七宝瑠璃。」とある。